# غريم الكنيسة

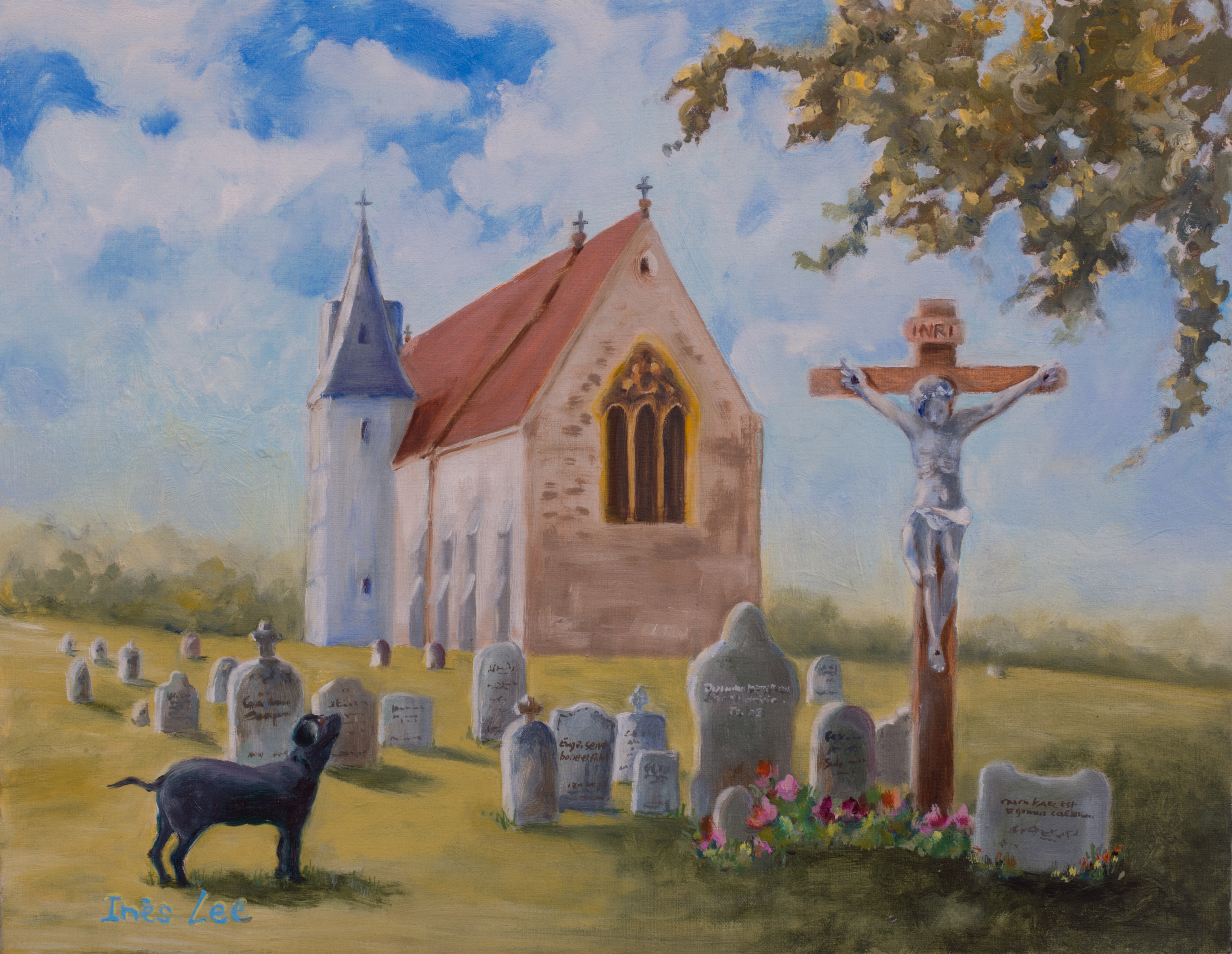
كنيسة قاتمة، رسمتها إينيس لي وبتكليف من السير جون داس. زيت على قماش

غريم الكنيسة هو الروح الحارسة في الفلكلور الإنجليزي والإسكندنافي التي يشرف على رعاية كنيسة مسيحية معينة وتحمي المدفن من الذين يدنسونه وينتهكون حرماته. يظهر غالبًا على شكل كلب أسود ولكن يُعرف أنه يأخذ شكل حيوانات أخرى.

## الفولكلور الإنجليزي
يأخذ غريم الكنيسة الإنجليزية عادةً هيئة كلب أسود ضخم يحرس المدافن من الذين قد يدنسونها بمن فيهم اللصوص، والمخربين، والسحرة، والمشعوذين والشيطان نفسه. اعتقد علماء الفلكلور في القرن التاسع عشر، أنه كان من المعتاد في الماضي دفن كلب حي تحت حجر أساس الكنيسة كتضحية أساس حتى يصبح شبحه بمثابة الحارس لها.
يعتبر الغريم وفقًا لتقاليد يوركشاير، مثل العديد من الكلاب السوداء الطيفية، نذير شؤم أيضًا ومن المعروف أنه يدق جرس الكنيسة في منتصف الليل قبل حدوث وفاة. وفي أثناء الجنازات، قد يرى رجل الدين المشرف على الجنازة الغريم ينظر من برج الكنيسة ويحدد من ناحيته ما إذا كانت روح المتوفى متجهة إلى الجنة أو الجحيم. يسكن الغريم المدفن ليلًا ونهارًا ويرتبط بالطقس العاصف والمظلم.
كان يعتقد أنه عندما يُفتتح مدفن جديد، يتوجب على أول شخص يُدفن هناك حراسته ضد الشيطان. ولمنع الروح البشرية من الاضطرار إلى أداء هذا الواجب، دُفِن كلب أسود في الجزء الشمالي من المدفن كبديل. ووفقًا لأحد المعتقدات ذات الصلة في اسكتلندا، توجب على روح الشخص المدفون مؤخرًا في المدفن حمايته حتى توفر الجنازة التالية حارسًا جديدًا ليحل محله. عُرف حارس المدفن هذا باسم faire chlaidh «مراقب المقبرة».
تُعتبر أيضًا قصة جسر الشيطان الشعبية مثال على فكرة الكلب (يدعى الكلب في هذه الحالة غريم أيضًا) الذي يُضحى به بدلًا من الإنسان. بُذلت محاولات لبناء جسر يمكن أن يتحمل غضب الفيضانات في دائرة يوركشاير الشمالية، ولكن فشلت جميعها. وعد الشيطان ببناء جسر بشرط أن يُقدم أول مخلوق حي يعبره كتضحية. عندما اكتمل الجسر، أجرى الناس بحثًا طويلًا في من يجب أن يكون الضحية. سبح راعٍ يملك كلبًا يدعى غريم عبر النهر ثم صَفر لغريم ليتبعه، فعبر الكلب الجسر وأصبح تضحية للشيطان. ثم أصبح الجسر معروفًا باسم جسر كيلغريم وأعيدت تسميته فيما بعد بجسر كيلغرام الذي يعبر اليوم نهر أور في شمال يوركشاير.

## الفولكلور الإسكندنافي
يُعرف غريم الكنيسة الإسكندنافية أيضًا بـ Kyrkogrim (السويدية) وKirkegrim (الدنماركية)، ويُعرَّف بالمثل على أنه العائد الحامي لحيوان مدفون على قيد الحياة في أساس الكنيسة. يسكن في برج الكنيسة أو في مكان مخفي آخر، أو يتجول في المدفن ليلًا، ويُكلف بحماية المبنى المقدس. يحافظ على النظام في الكنيسة ويعاقب مرتكبي الفضائح. يُقال أن المؤسسين الأوائل للكنائس المسيحية كانوا يدفنون حملًا («حمل الكنيسة») تحت المذبح. يُمكن أن يُشاهد الحمل عند الدخول إلى الكنيسة أثناء عدم تقديم الخدمات، وإذا ظهر في المقبرة (خاصةً لحفار القبور) فإنه ينذر بموت طفل. يُقال في بعض الروايات أن الحمل يملك ثلاثة أرجل فقط. يُقصد بالحمل تمثيل المسيح (حمل الله) كحجر الأساس المقدس للكنيسة، الذي يكسب الأمن وطول العمر إلى الصرح المادي والجماعة. 
شملت الحيوانات الأخرى المستخدمة لخلق غريم الكنيسة الخنزير البري والخنزير والحصان. شوهد خنزير القبر (أو «الخنزير الرمادي»)، شبح خنزير دفن حيًا، غالبًا في شوارع كروسكوبيرغ حيث اعتُبر نذير موت.
هناك حكايات عن الكيركمغم الدنمركي ومعاركه مع ستراند-فارشلر التي حاولت دخول المدفن. تُعد ستراند-فاسلر أرواح أشخاص ماتوا في البحر، وغُسلوا على الشاطئ، وظلوا بلا دفن.